# CZ 52
La CZ 52 è una pistola semiautomatica realizzata dalla Česká Zbrojovka Strakonice tra il 1952 e il 1954.

## Sviluppo
L'arma venne sviluppata come arma da fianco per i membri delle forze armate cecoslovacche da Jan e Jaroslav Kratochvíl.

## Tecnica
La pistola era dotata di una chiusura stabile a rulli derivata dalla mitragliatrice tedesca MG 42, un sistema di chiusura adatto a sopportare pressioni elevate ed adatto quindi ad utilizzare anche munizioni di alta potenza.  Come munizioni poteva impiegare le 7,62 × 25 Tokarev, sia in versione standard che quelle sviluppate appositamente per essere impiegate nella pistola mitragliatrice M48. La sicura aveva tre posizioni: spostata in basso era in posizione di sparo, in orizzontale era in posizione di sicura e, spostandola verso l'alto, fungeva da abbatti-cane. Per la sua realizzazione vennero impiegati i migliori acciai presenti in territorio cecoslovacco.

## Impiego
La CZ 52, dalla sua messa in servizio nel 1952, rimase come arma da fianco delle forze armate cecoslovacche fino alla caduta dell'Unione Sovietica avvenuta alla fine degli anni '80 del XX secolo.